# شهرستان دینگگیه
شهرستان دینگگیه (به لاتین: Dinggyê County) یک منطقهٔ مسکونی در چین است که در شیگاتسه واقع شده‌است.